# Markovac (żupania bielowarsko-bilogorska)
Markovac – wieś w Chorwacji, w żupanii bielowarsko-bilogorskiej, w mieście Daruvar. W 2011 roku liczyła 80 mieszkańców.